# ميخائيل بريغز
ميخائيل بريغز (بالإنجليزية: Michael Briggs)‏ هو مهندس جنوب أفريقي، ولد في 24 يوليو 1966.